# Expeditus Schmidt

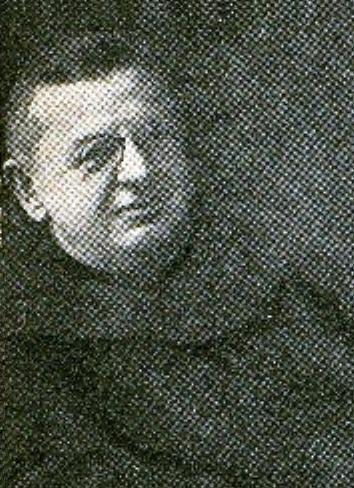
Expeditus Schmidt (1924)

Expeditus Schmidt OFM, Geburtsname Carl Hermann Schmidt (* 3. Juli 1868 in Zittau, Königreich Sachsen; † 8. Juni 1939 in Würzburg), war ein deutscher Franziskaner, der vor dem Ersten Weltkrieg und in der Zwischenkriegszeit als Schriftsteller, Redakteur, Theater- und Literaturhistoriker publizistisch hervortrat.

## Leben
Carl Hermann Schmidt entstammte einer protestantischen bürgerlichen Posamentiermeistersfamilie mit mindestens neun Kindern und mehreren Hausangestellten. Religiös und literarisch prägte ihn seine Mutter. In der Gymnasialzeit war er ein in viele Richtungen Suchender, der von seiner Umgebung als leichtsinnig wahrgenommen wurde. 1886, ein Jahr vor dem Abitur, musste er nach heftiger Auseinandersetzung mit einem Lehrer, das Zittauer Gymnasium verlassen. Er trug sich mit dem Wunsch, Schauspieler oder Dramatiker zu werden, arbeitete als Volontär in einer Zittauer Maschinenfabrik und erhielt schließlich von der Familie – um ihn „los zu werden“ – Geld für die Überfahrt nach Amerika. Dieses verbrauchte er mit einem Vetter in Berlin. Mittellos schlug er sich nach Hamburg durch, wo er verschiedene Kurzzeitbeschäftigungen annahm. Inzwischen ohne religiöse Überzeugung, wurde er im Kleinen Michel von der katholischen Liturgie und Andacht berührt. Er wandte sich an den Pfarrer mit dem Anliegen der Konversion, wurde aber abgewiesen, bis er einen dauerhaften Beruf gefunden hätte. Er versuchte, sich als Kolporteur durchzuschlagen. Als er seine Wohnungsmiete nicht mehr zahlen konnte, wurde er als Obdachloser aus Hamburg ausgewiesen.
Auf der weiteren „Walz“ gelangte er schließlich nach Landshut. Der Pfarrer der Stadtkirche St. Martin, dem er von seiner Konversionsabsicht erzählte, verwies ihn an verschiedene bayerische Klöster. Die Franziskaner von Maria Loreto erkannten die Ernsthaftigkeit seines Anliegens und seine intellektuellen Gaben und nahmen ihn in ihr Noviziat auf. Er erhielt den Ordensnamen Expeditus, durchlief die Ordensausbildung, legte die Gelübde ab und empfing die Priesterweihe. Die Primiz feierte er in der katholischen Pfarrkirche seiner Heimatstadt, deren Grundsteinlegung er als 15-Jähriger miterlebt hatte. Danach wurde er zum Weiterstudium an die Universität München geschickt, wo er mit einer theaterhistorischen Arbeit zum Dr. phil. promoviert wurde. 
Jetzt übertrug ihm der Orden die Leitung der Erler Passionsspiele und des Vilsbiburger Liebfrauen-Festspiels von Bonifaz Rauch OSB (Text), Joseph Elsner junior (Bühnenbilder) und Heinrich Kaspar Schmid (Musik). Außerdem lehrte er an der Ordenshochschule bei St. Anna im Lehel. Von 1908 bis 1912 gab er die von ihm gegründete halbmonatlich erscheinende Literaturzeitschrift Über den Wassern heraus, mit der er das Ziel verfolgte, eine anspruchsvolle katholische Literatur zu fördern und die durch den Antimodernismus erzeugte Enge zu überwinden. In dieser Zeitschrift durch Ansgar Pöllmann OSB erhobene Plagiatsvorwürfe führten zu einem Rechtsstreit mit Karl May. Im Ersten Weltkrieg war Schmidt als Militärgeistlicher tätig.
In den 1920er Jahren erschienen seine bedeutendsten Monografien. „In der Zeit des Nationalsozialismus trat Pater Schmidt weder als Kritiker noch als Sympathisant hervor. 1939 verstarb er nach längerer Krankheit.“

## Veröffentlichungen (Auswahl)
- Die Bühnenverhältnisse des deutschen Schuldramas und seiner volkstümlichen Ableger im sechzehnten Jahrhundert. Berlin, 1903.
- Anregungen. Gesammelte Studien und Vorträge. München, 1909.
- Vom Lutheraner zum Franziskaner. Konvertiten-Briefe. Landshut, 1910.
- Das Theater als Quelle der Freude in Vergangenheit und Gegenwart. Innsbruck, 1920.
- Otto Ludwig. Frankfurt, 1921.
- Faust. Goethes Menschheitsdrama. Kempten, 1923.
- Literarische Fremdherrschaft in Deutschland. Eine literaturgeschichtliche Betrachtung für die Deutschen von heute. Dortmund, 1925.
- Magnalia Dei. Ein Aufriß der christlichen Gedankenwelt. Für Katholiken und Nichtkatholiken gezeichnet. München, 1926.